# Grammitis kairatuensis
Grammitis kairatuensis là một loài dương xỉ trong họ Polypodiaceae. Loài này được M.Kato & Parris mô tả khoa học đầu tiên năm 1992.
Danh pháp khoa học của loài này chưa được làm sáng tỏ. 